# Ensam (novell)
Ensam är en självbiografisk novell av August Strindberg författad 1903.

## Handling
Berättelsen handlar om en änkling som efter en tid återvänder till Stockholm. Han har insett omöjligheten i att återknyta bekantskapen med sina gamla vänner och drar sig tillbaka i avskildhet för att ägna sig åt litterärt skapande. Han iakttar människorna i grannskapet och börjar dikta upp historier om människorna han möter under långa promenader genom staden.

## Omdömen
När novellen återutgavs 2012 skrev Carl-Johan Malmberg i Svenska Dagbladet: "Strindbergs vackraste prosabok, ett bokslut vid fyllda femtio när han återvänt till Stockholm och nu lever ensam. Hyperkänsligt skärskådar han gatulivet, grannarna, sina minnen, gamla vänner och inte minst sig själv, fast med nya, milda ögon. Ett fint exempel på den hoppingivande Strindberg, han som alltid förmådde hitta nya vägar i livet.